# Jiangsu Classic 2008
Jiangsu Classic 2008 był nierankingowym zaproszeniowym turniejem snookerowym. Rozegrany został w dniach 4 – 8 czerwca 2008 roku w dwóch miastach na terenie chińskiej prowincji Jiangsu: Wuxi i Nankinie. Sponsorem turnieju była firma Guolian Securites.
W turnieju wzięło udział 12 zawodników: 8 zaproszonych z czołowej 16. rankingu, oraz 4 zawodników z Chin, którzy otrzymali "dziką kartę".
W finale rozegranym przed blisko tysięczną publicznością, reprezentant gospodarzy, Ding Junhui pokonał Marka Selby'ego 6-5. Dla Chińczyka był to pierwszy triumf w nierankingowym turnieju w karierze.
W Polsce turniej ten nie był transmitowany przez żadną stację telewizyjną, ani radiową.

## Nagrody
|                                                 | Nagroda  |
| ----------------------------------------------- | -------- |
| Zwycięzca                                       | 20 000 £ |
| Finalista                                       | 9 000 £  |
| Półfinalista                                    | 4 000 £  |
| Trzecie miejsce w grupie                        | 2 000 £  |
| Czwarte miejsce w grupie                        | 3 100 £  |
| Udział dla zaproszonych z czołowej 16. rankingu | 2 500 £  |
| Najwyższy break                                 | 1 000 £  |
| Łączna pula nagród                              | 64 000 £ |

## Faza grupowa turnieju

### Grupa A
| Poz. | Zawodnik       | Mecze | Zw. | Frame'y wygr. | Frame'y przegr. | Bilans frame'ów | PUNKTY |
| ---- | -------------- | ----- | --- | ------------- | --------------- | --------------- | ------ |
| 1    | Joe Perry      | 5     | 5   | 10            | 2               | +8              | 5      |
| 2    | Ryan Day       | 5     | 4   | 8             | 4               | +4              | 4      |
| 3    | Jin Long       | 5     | 2   | 6             | 6               | 0               | 2      |
| 4    | Shaun Murphy   | 5     | 2   | 5             | 7               | −2              | 2      |
| 5    | Liang Wenbo    | 5     | 1   | 4             | 8               | −4              | 1      |
| 6    | Neil Robertson | 5     | 1   | 3             | 9               | −6              | 1      |

Wyniki spotkań:

(breaki powyżej 50 punktów wyszczególniono w nawiasie)
breaki powyżej 100 punktów zostały pogrubione
- Shaun Murphy 2–0 Jin Long → (80) 137–0, (65) 107–0
- Neil Robertson 0–2 Liang Wenbo → 54–59, 3–115 (89)
- Ryan Day 0–2 Joe Perry → 43–65, 9–63 (62)
- Shaun Murphy 2–1 Liang Wenbo → 72–52, 1–85 (76), 69–18
- Ryan Day 2–1 Neil Robertson → 73–50, 30–68 (64), (59) 68–23
- Shaun Murphy 1–2 Neil Robertson → 7–81, 72-(52), 37–71
- Joe Perry 2–1 Jin Long → 72–23, 40–72, 77–40
- Ryan Day 2–1 Jin Long → 0-(86), (100)-0, (73) 77–0
- Joe Perry 2–1 Liang Wenbo → 40–76, 61–44, (77) 83–1
- Ryan Day 2–0 Liang Wenbo → (91) 92–28, (89)-20
- Shaun Murphy 0–2 Joe Perry → 44–64, ?-?
- Neil Robertson 0–2 Jin Long → 26–59 (59), 8–92
- Liang Wenbo 0–2 Jin Long → 40–80, 0–91 (62)
- Neil Robertson 0–2 Joe Perry → 6–94, 43–92 (81)
- Shaun Murphy 0–2 Ryan Day → 7–98 (62), 58–70

### Grupa B
| Poz. | Zawodnik    | Mecze | Zw. | Frame'y wygr. | Frame'y przegr. | Bilans frame'ów | PUNKTY |
| ---- | ----------- | ----- | --- | ------------- | --------------- | --------------- | ------ |
| 1    | Ding Junhui | 5     | 5   | 10            | 2               | +8              | 5      |
| 2    | Mark Selby  | 5     | 3   | 7             | 6               | +1              | 3      |
| 3    | Peter Ebdon | 5     | 2   | 7             | 8               | −1              | 2      |
| 4    | Liu Chuang  | 5     | 2   | 5             | 7               | −2              | 2      |
| 5    | Ali Carter  | 5     | 2   | 5             | 8               | −3              | 2      |
| 6    | Li Hang     | 5     | 1   | 5             | 8               | −3              | 1      |

Wyniki spotkań:

(breaki powyżej 50 punktów wyszczególniono w nawiasie)
breaki powyżej 100 punktów zostały pogrubione
- Mark Selby 2–1 → Li Hang 57–7, 2–66 (64), (100) 119–4
- Peter Ebdon 1–2 Liu Chuang → (66) 79–25, (53)-55, 35–59
- Ali Carter 0–2  Ding Junhui → 15–109 (108), 2–64
- Mark Selby 2–0 Liu Chuang → (102) 111–0, (86)-33
- Ali Carter 2–1 Peter Ebdon → (68) 69–0, 0–102 (93), 68–35
- Ding Junhui 2–1 Li Hang → (72)-0, 31–70 (54), 85–44
- Mark Selby 1–2 Peter Ebdon → 71–43, 16-(100), 20–82 (68)
- Ali Carter 0–2 Li Hang → 0–79 (75), 4–50
- Ding Junhui 2–0 Liu Chuang → (77) 78–11, 61–54
- Ali Carter 2–1 Liu Chuang → 68–52, 23–72, 62–55
- Mark Selby 0–2 Ding Junhui → 10-(110), 30–69
- Peter Ebdon 2–1 Li Hang → (60) 84–8, 35–73, 66–17
- Liu Chuang 2–0 Li Hang → 68–8, 65–18
- Peter Ebdon 1–2 Ding Junhui → 2–76, (59) 77–0, 66–68
- Mark Selby 2–1 Ali Carter → (62) 67–24, 0–124 (52,72), (72)-1

## Runda drabinki turniejowej
|  |                                            |                                            |                                            |             |   |                                      |                                      |                                      |
|  | Półfinały 6 czerwca – Nankin Do 5 frame'ów | Półfinały 6 czerwca – Nankin Do 5 frame'ów | Półfinały 6 czerwca – Nankin Do 5 frame'ów |             |   | Finał 8 czerwca – Wuxi Do 6 frame'ów | Finał 8 czerwca – Wuxi Do 6 frame'ów | Finał 8 czerwca – Wuxi Do 6 frame'ów |
|  | Półfinały 6 czerwca – Nankin Do 5 frame'ów | Półfinały 6 czerwca – Nankin Do 5 frame'ów | Półfinały 6 czerwca – Nankin Do 5 frame'ów |             |   | Finał 8 czerwca – Wuxi Do 6 frame'ów | Finał 8 czerwca – Wuxi Do 6 frame'ów | Finał 8 czerwca – Wuxi Do 6 frame'ów |
|  |                                            |                                            |                                            |             |   |                                      |                                      |                                      |
|  |                                            |                                            |                                            |             |   |                                      |                                      |                                      |
|  | Anglia                                     | Joe Perry                                  | 1                                          |             |   |                                      |                                      |                                      |
|  | Anglia                                     | Joe Perry                                  | 1                                          |             |   |                                      |                                      |                                      |
|  | Anglia                                     | Mark Selby*                                | 4                                          |             |   |                                      |                                      |                                      |
|  | Anglia                                     | Mark Selby*                                | 4                                          |             |   | Anglia                               | Mark Selby                           | 5                                    |
|  |                                            |                                            |                                            |             |   | Anglia                               | Mark Selby                           | 5                                    |
|  |                                            |                                            |                                            | Ding Junhui | 6 |                                      |                                      |                                      |
|  |                                            | Ding Junhui**                              | 4                                          | Ding Junhui | 6 |                                      |                                      |                                      |
|  |                                            | Ding Junhui**                              | 4                                          |             |   |                                      |                                      |                                      |
|  | Walia                                      | Ryan Day                                   | 0                                          |             |   |                                      |                                      |                                      |
|  | Walia                                      | Ryan Day                                   | 0                                          |             |   |                                      |                                      |                                      |
|  |                                            |                                            |                                            |             |   |                                      |                                      |                                      |

* 32–71, (51) 75–43, 1–75 (52), 1–81 (74), 22–97 (81)

** (52) 75–21, (81) 85–0, (75) 120–1, (108) 120–0

## Finał
| Finał: Do 6 wygranych frame'ów · Wuxi Sports Center, Wuxi, Chiny, 8 czerwca 2008 · Sędzia: Eirian Williams |                    |            |
| Ding Junhui                                                                                                | 6 – 5              | Mark Selby |
| 50-63; 60-52; 41-67; 76(50)-36; 68(59)-24; 77-38; 49-38; 44-85(64); 14-93(85); 0-75(74); 77(61)-52(52)     |                    |            |
| 61 | Najwyższy break    | 85         |
| – | Breaki stupunktowe | –          |
| 3 | Breaki 50-punktowe | 4          |

## Breaki stupunktowe turnieju
- 110, 108, 108  Ding Junhui
- 102, 100  Mark Selby
- 100  Ryan Day
- 100  Peter Ebdon